# Illwinter Game Design
Illwinter Game Design är namnet på ett litet mjukvaruföretag i Sverige bestående av Johan Karlsson och Kristoffer Osterman. Företaget startades på 1990-talet under namnet Bogus Game Design, men ändrade senare sitt namn. Registrerat officiellt som Illwinter den 18 september 2001, har företagets produktkatalog två långa serier av fantasi-strategispel: Conquest of Elysium och Dominions. Illwinters spel präglas av stor mängd innehåll, djup, bestående spelbarhet, stöd för flera plattformar (Linux, Mac OS, Solaris och Windows ingår), bra flerspelarstöd samt enkla visuella och ljudeffekter. Arbetsfördelning inom det lilla arbetslaget är enkelt: Kristoffer Osterman skapar enheter, stavningar och beskrivningar medan Johan Karlsson gör allting annat. 
Både Johan Karlsson och Kristoffer Osterman har uttryckt sin kärlek till rollspel, särskilt Ars Magica och roguelikes. Kristoffer Osterman undervisar i religion, matematik och samhällsvetenskap som ett primärt yrke. 

## Ludografi
- Erövring av Elysium (släppt på 1990-talet för Atari )
- Erövring av Elysium II (släppt 1997)
- Dominions: Präster, Profeter och Pretenders (släppt 2001)
- Dominions II: The Ascension Wars (släppt i slutet av 2003)
- Dominions 3: The Awakening (släppt i oktober 2006)
- Erövring av Elysium 3 (släppt i februari 2012)
- Dominions 4: Thrones of Ascension (släppt i oktober 2013)
- Erövring av Elysium 4 (släppt i november 2015)
- Dominions 5: Troens trojare (släppt i november 2017)
- Erövring av Elysium 5 (släppt i augusti 2021)